# Canton de Prauthoy
Le canton de Prauthoy est une ancienne division administrative française située dans le département de la Haute-Marne et la région Champagne-Ardenne.

## Géographie
Ce canton était organisé autour de Prauthoy dans l'arrondissement de Langres. Son altitude  moyenne est de 320 m.

## Administration

### Conseillers d'arrondissement (de 1833 à 1940)
| Période                                  | Période          | Identité                                       | Étiquette   | Qualité |
| ---------------------------------------- | ---------------- | ---------------------------------------------- | ----------- | --- |
| 1833                                     | 1836             | M. Berthot                                     |             | Juge de paix à Prauthoy, propriétaire à Vaux |
| 1836                                     | 1839             | M. Battenot                                    |             | Propriétaire à Esnoms |
| 1839                                     | 1848             | Hyacinthe Geneviève Humblot-Varney (1786-1858) |             | Juge de paix à Prauthoy |
|                                          |                  |                                                |             | |
| 1886                                     | 1902 (démission) | Camille Godard                                 | Républicain | Notaire - Maire de Chassigny |
| 1902                                     | 1919             | François Japiot                                | Républicain | Agriculteur, Président du comice agricole de Vaux-sous-Aubigny                                                                                       |
| 1919                                     | 1928             | Albert-Marcel Kornprobst                       |             | Docteur en médecine à Prauthoy |
| 1928                                     | 1934             | Jules Séjournant                               | Rad.        | Cultivateur, Président des planteurs de houblon, maire de Prauthoy                                                                                   |
| 1934                                     | 1937             | Pierre Forgeot                                 | URD         | Avocat, Directeur général de la société Hispano-Suiza, ancien député de la Marne (1914-1924 et 1928-1936, ancien Ministre (1928-1929), maire d'Occey |
| décembre 1937                            | 1940             | Alexandre Louvot                               | Rad.        | Négociant, maire de Montsaugeon |
| 1940                                     |                  |                                                |             | Les conseils d'arrondissement ont été suspendus par la loi du 12 octobre 1940 et n'ont jamais été réactivés                                          |
| Les données manquantes sont à compléter. |                  |                                                |             | |

### Conseillers généraux de 1833 à 2015
| Période | Période          | Identité                                            | Étiquette              | Qualité |
| ------- | ---------------- | --------------------------------------------------- | ---------------------- | --- |
| 1833    | 1834 (démission) | Nicolas Bardonnaud-Jannart                          |                        | Juge d'instruction à Langres Elu dans le Canton de Langres |
| 1834    | 1836             | Bernard François Rouyer                             |                        | Avocat |
| 1836    | 1845             | Comte Louis Auguste Marcel d'Esclaibes              |                        | Colonel d'artillerie en retraite à Chalencey |
| 1845    | 1860 (décès)     | Vicomte Augustin Ignace Gabriel Pothier de Pommeroy | Majorité ministérielle | Ancien officier, député (1843-1848) Propriétaire à Percey-le-Pantel (Longeau-Percey)                                                                                           |
| 1860    | 1877             | Gabriel Génuyt                                      | Droite                 | Président honoraire du Tribunal civil de Langres Président du Conseil Général (1874)                                                                                           |
| 1877    | 1886 (démission) | Arsène Noblé                                        | Républicain            | Juge au Tribunal civil de Chaumont Maire de Montsaugeon |
| 1886    | 1895             | Fernand Rigaud                                      | Républicain modéré     | Ancien Ingénieur en Chef des Mines d'Alais (Alès) (Gard) Propriétaire à Montsaugeon                                                                                            |
| 1895    | 1902 (démission) | Pierre Charles Causel                               | Rad.                   | Avocat à la Cour d'appel de Paris Chef de cabinet du Sous-secrétaire d'Etat des Postes et Télégraphes Maire de Vesvres-sous-Chalancey                                          |
| 1902    | 1916 (décès)     | Camille Godard                                      | Républicain            | Notaire - Maire de Chassigny, conseiller d'arrondissement |
| 1916    | 1919             | siège vacant                                        |                        | |
| 1919    | 1925             | Eugène Desvignes                                    | URD                    | Notaire à Vaux-sous-Aubigny |
| 1925    | 1937             | Henri Japiot                                        | Rad.                   | Négociant-marchand de biens Maire de Vaux-sous-Aubigny |
| 1937    | 1940             | Pierre Forgeot                                      | URD                    | Avocat Directeur général de la société Hispano-Suiza Ancien Député de la Marne (1914-1924 et 1928-1936) Ancien Ministre (1928-1929) Maire d'Occey, conseiller d'arrondissement |
|         |                  |                                                     |                        | |
| 1943    | 1945             | Pierre Mathey                                       |                        | Exploitant agricole Maire de Prauthoy Nommé conseiller départemental en 1943                                                                                                   |
|         |                  |                                                     |                        | |
| 1945    | 1955             | Pierre Mathey                                       | Rad.-RGR               | Exploitant agricole Maire de Prauthoy (1942-1971) Sénateur (1955-1972) |
| 1955    | 1967             | Jean Jayet                                          | DVD                    | Maire de Vaux-sous-Aubigny |
| 1967    | 1992             | Marcel Pernot                                       | DVD                    | Représentant de commerce Maire d'Esnoms-au-Val puis Maire de Prauthoy |
| 1992    | 2011             | Charles Guené                                       | RPR puis UMP           | Avocat - Sénateur (2001-2023) Maire de Vaux-sous-Aubigny Président de la Communauté de communes de Prauthoy-en-Montsaugeonnais Premier Vice-Président du Conseil Général       |
| 2011    | 2015             | Jean-Michel Rabiet                                  | UMP                    | Agriculteur Maire de Cusey Elu en 2015 dans le Canton de Villegusien-le-Lac |

## Composition
Le canton de Prauthoy regroupait 18 communes et comptait 3 505 habitants (recensement de 1999 sans doubles comptes).
| Communes                 | Population (2012) | Code postal | Code Insee |
| ------------------------ | ----------------- | ----------- | ---------- |
| Chalancey                | 132               | 52160       | 52092      |
| Chassigny                | 267               | 52190       | 52113      |
| Choilley-Dardenay        | 139               | 52190       | 52126      |
| Coublanc                 | 125               | 52500       | 52145      |
| Cusey                    | 233               | 52190       | 52158      |
| Dommarien                | 113               | 52190       | 52170      |
| Le Val-d'Esnoms          | 315               | 52190       | 52189      |
| Grandchamp               | 64                | 52600       | 52228      |
| Isômes                   | 103               | 52190       | 52249      |
| Maâtz                    | 93                | 52500       | 52298      |
| Montsaugeon              | 78                | 52190       | 52340      |
| Occey                    | 146               | 52190       | 52360      |
| Prauthoy                 | 514               | 52190       | 52405      |
| Rivière-les-Fosses       | 214               | 52190       | 52425      |
| Saint-Broingt-les-Fosses | 152               | 52190       | 52446      |
| Vaillant                 | 59                | 52160       | 52499      |
| Vaux-sous-Aubigny        | 705               | 52190       | 52509      |
| Vesvres-sous-Chalancey   | 53                | 52190       | 52519      |

## Démographie
| 1962  | 1968  | 1975  | 1982  | 1990  | 1999  | 2009  |
| ----- | ----- | ----- | ----- | ----- | ----- | ----- |
| 3 667 | 3 992 | 3 696 | 3 590 | 3 527 | 3 505 | 3 734 |